# Glee: The Music, Volume 5
Glee: The Music, Volume 5 er den sjette soundtrack album af castet bag den musikalske tv-serie Glee. Den blev udgivet den 8. marts 2011 gennem Columbia Records, og blev det fremstillet administrativt af Dante Di Loreto og Brad Falchuk . Udover fjorten coverversioner fra sin anden sæson, indeholder albummet to af seriens første originale sange. Den første af disse, "Get It Right", blev komponeret specielt til Lea Michele, og den anden, "Loser Like Me", er en gruppe nummer skrevet med den svenske sangskriver Max Martin. Alle dens numre er udgivet som singler, og har formået at placere sig på adskillige nationale hitlister.

## Baggrund
Albummet byder på musik som starter fra Glee's post-Super Bowl episode. Den amerikanske skuespillerinde Gwyneth Paltrow, der sang Cee Lo Green's "Forget You!", i en tidligere episode, synger yderligere tre sange.  Glee: The Music, Vol. 5 meddelte i en pressemeddelelse den 22. februar 2011, at serien har sine første originale sange med. "Loser Like Me" er udført af de vigtigste medlemmer fra New Directions, Lea Michele og Cory Monteith, som Rachel Berry og Finn Hudson, på vokal.  Beskrevet af Glee's musik supervisor Adam Anders som "en meget uptempo, lidt-af-sommerligt hittet" og sangen blev skrevet med den svenske sangskriver og producer Max Martin, kendt for sit arbejde med mange popkunstnere. Efter at have dækket mange af Martin's sange på serier, herunder sange af Britney Spears og Kelly Clarkson, følte Anders det var passende at få hans medvirken.  I henhold til American Society of Composers, Authors and Publishers database, omfatter forfattere på sangen Anders, Peer Åström, Savan Kotecha, og Johan Schuster.
Den anden sang, "Get It Right", er en ballade specifikt inspireret af og komponeret til Michele af Anders, hans forfatterpartner, og hans kone.  Begge sange debuterede på Ryan Seacrest's radioprogram den 25. februar 2011, og blev udført i episoden "Original Song", den 15. marts 2011.  "Loser Like Me" har også set en radio udgivelsesdato, d 1. marts 2011 for pop og voksen pop stationer. 

## Reception
Allmusic's Andrew Leahey gav albummet en rating på to-og-en-halv stjerner ud af fem, og roser det første spor, "Thriller/Heads Will Roll", samt Paltrow's optrædener. Men han fandt monotoni i Glee's konventionel blanding af populær musik og show melodier, selv med de to originale spor.  Rolling Stone's Jody Rosen gav "Loser Like Me" en fire-stjernet rating ud af fem, og følte dens budskab relaterede godt til showets tema.  Mens de indledende salg fremskrivninger blev sat ved 75.000 eksemplarer solgte Glee: The Music, Volume 5 90.000 eksemplarer i USA, og debuterede som nummer tre på Billboard 200. Albummet debuterede på New Zealand Albums Chart som nummer 35 og steg til nummer tre i den næste uge.  På den australske albumhitliste debuterede albummet som nummer et, og bliver det andet album af Glee som når toppen på listen, efter Glee: The Music, Volume 3 Showstoppers. I Canada debuterede albummet som nr. 3 på den canadiske albumhitliste, og solgte 5.700 eksemplarer i sin anden uge efter udgivelsen.  Albummet debuterede i Irland den 14. april 2011 som nummer fem. 

## Singler
Alle sange fra albummet er blevet løsladt som singler , til rådighed for digital download .  "Thriller / Heads Will Roll" har været den størst på hitlisterne i Australien, som nummer 17, mens Glee's originale sange "Loser Like Me" kom højeste på hitlisterne i USA og Canada, hhv. som nummer 6 og 9.  To numre på albummet har været højere på Billboard Hot 100, end de originale versioner. Glee's version af My Chemical Romance's "Sing" kom på plads nummer 49, mens den oprindelige blev nummer 58, og "Take Me or Leave Me" fra musicalen Rent kom på en plads nummer 51, mens version fra sin filmatisering i 2005 har ikke har været på Hot 100, men var en boble i stedet på nummer 25. 

## Sange
| #   | Titel                                                         | Sangskriver(e)                                                                         | Original version af              | Længde |
| --- | ------------------------------------------------------------- | -------------------------------------------------------------------------------------- | -------------------------------- | ------ |
| 1.  | "Thriller/Heads Will Roll"                                    | Rod Temperton / Brian Chase , Karen Orzolek , Nick Zinner                              | Michael Jackson/ Yeah Yeah Yeahs | 3:36   |
| 2.  | "Need You Now"                                                | Charles Kelley, Hillary Scott                                                          | Lady Antebellum                  | 3:37   |
| 3.  | "She's Not There"                                             | Rod Argent                                                                             | The Zombies                      | 2:28   |
| 4.  | "Fat Bottomed Girls"                                          | Brian May                                                                              | Queen                            | 4:12   |
| 5.  | "P.Y.T. (Pretty Young Thing)"                                 | James Ingram, Quincy Jones                                                             | Michael Jackson                  | 3:56   |
| 6.  | "Firework"                                                    | Tor Hermansen, Mikkel Eriksen, Katy Perry, Ester Dean, Sandy Wilheim                   | Katy Perry                       | 3:47   |
| 7.  | "Baby"                                                        | Christopher Bridges, Christine Flores, Christopher Stewart, Terius Nash, Justin Bieber | Justin Bieber featuring Ludacris | 3:35   |
| 8.  | "Somebody to Love"                                            | Heather Bright, Ray Romulus, Jeremy Reeves, Jonathan Yip, Bieber                       | Justin Bieber                    | 3:10   |
| 9.  | "Take Me or Leave Me"                                         | Jonathan Larson                                                                        | Rent                             | 3:11   |
| 10. | "Sing"                                                        | My Chemical Romance                                                                    | My Chemical Romance              | 4:03   |
| 11. | "Don't You Want Me""                                          | Philip Oakey                                                                           | The Human League                 | 3:33   |
| 12. | "Do You Wanna Touch Me (Oh Yeah) (featuring Gwyneth Paltrow)" | Gary Glitter, Mike Leander                                                             | Joan Jett                        | 3:36   |
| 13. | "Kiss (featuring Gwyneth Paltrow)"                            | Prince                                                                                 | Prince og The Revolution         | 3:37   |
| 14. | "Landslide (featuring Gwyneth Paltrow)"                       | Stevie Nicks                                                                           | Dixie Chicks                     | 3:46   |
| 15. | "Get It Right"                                                | Adam Anders, Nikki Hassman, Peer Åström                                                | Original komposition             | 3:47   |
| 16. | "Loser Like Me"                                               | Anders, Åström, Savan Kotecha, Max Martin, Johan Schuster                              | Original komposition             | 3:19   |

| 1.  | "Thriller / Heads Will Roll"                |                                           | Michael Jackson / Yeah Yeah Yeahs | 3:36 |
| 2.  | "Need You Now"                              | Kelley, Scott                             | Lady Antebellum                   | 3:37 |
| 3.  | "She's Not There"                           | Argent                                    | The Zombies                       | 2:28 |
| 4.  | "Fat Bottomed Girls"                        | May                                       | Queen                             | 4:12 |
| 5.  | "P.Y.T. (Pretty Young Thing)"               | Ingram, Jones                             | Michael Jackson                   | 3:56 |
| 6.  | "Firework"                                  | Hermansen, Eriksen, Perry                 | Katy Perry                        | 3:47 |
| 7.  | "Baby"                                      | Bridges, Flores, Stewart                  | Justin Bieber featuring Ludacris  | 3:35 |
| 8.  | "Somebody to Love"                          | Reeves                                    | Justin Bieber                     | 3:10 |
| 9.  | "Take Me or Leave Me"                       | Larson                                    | Rent                              | 3:11 |
| 10. | "Sing"                                      | My Chemical Romance                       | My Chemical Romance               | 4:03 |
| 11. | "Don't You Want Me"                         | Oakey                                     | The Human League                  | 3:33 |
| 12. | "Kiss" (featuring Gwyneth Paltrow)          | Prince                                    | Prince and The Revolution         | 3:37 |
| 13. | "Landslide" (featuring Gwyneth Paltrow)     | Nicks                                     | Dixie Chicks                      | 3:46 |
| 14. | "Afternoon Delight" (featuring John Stamos) |                                           | Starland Vocal Band               | 3:11 |
| 15. | "Get It Right"                              | Anders                                    |                                   | 3:47 |
| 16. | "Loser Like Me"                             | Anders, Åström, Kotecha, Martin, Schuster |                                   | 3:19 |

## Personale
| - Dianna Agron – Vokal - Adam Anders – arranger, digital editing, engineer, producer, soundtrack producer, vokal arrangement, vokal - Alex Anders – digital editing, engineer, vocal producer, vocals - Nikki Anders – vocal arrangement, vocals - Rod Argent – composer - Peer Åström – arranger, engineer, mixing, producer - Kala Balch – vocals - Dave Bett – art direction - PJ Bloom – music supervisor - Christopher Bridges – composer - Ravaughn Brown – vocals - Geoff Bywater – executive in charge of music - Deyder Cintron – assistant engineer, digital editing - Chris Colfer – vocals - Kamari Copeland – vocals - Darren Criss – vocals - Tim Davis – vocal arrangement, vocal contractor, vocals - Dante Di Loreto – soundtrack executive producer - Mikkel Eriksen – composer - Brad Falchuk – soundtrack executive producer - Chris Feldman – art direction - Christine Flores – composer - Serban Ghenea – mixing - Gary Glitter – composer - Heather Guibert – coordination - Missi Hale – vocals - Jon Hall – vocals - Tor Hermansen – composer - James Ingram – composer - Fredrik Jansson – assistant engineer - Quincy Jones – composer - Tobias Kampe-Flygare – assistant engineer - Charles Kelley – composer - Jonathan Larson – composer - Mike Leander – composer | - Storm Lee – vocals - David Loucks – vocals - Jane Lynch – vocals - Meaghan Lyons – coordination - Dominick Maita – mastering - Chris Mann – vocals - Max Martin – producer - Brian May – composer - Jayma Mays – vokal - Kevin McHale – vokal - Lea Michele – vokal - Cory Monteith – vocals - Heather Morris – vocals - Matthew Morrison – vocals - Ryan Murphy – producer, soundtrack producer - My Chemical Romance – composer - Stevie Nicks – composer - Philip Oakey – composer - Chord Overstreet – vocals - Katy Perry – composer - Ryan Petersen – assistant engineer - Prince – composer - Nicole Ray – production coordination - Jeremy Reeves – composer - Amber Riley – vocals - Naya Rivera – vocals - Mark Salling – vocals - Drew Ryan Scott – vocals - Hillary Scott – composer - Onitsha Shaw – vocals - Shellback – composer, producer - Jenny Sinclair – coordination - Christopher Stewart – composer - Jenna Ushkowitz – vocals - Windy Wagner – vocals - Joe Wohlmuth – assistant engineer |

## Hitlister og certificeringer
| Hitliste (2011)          | Top position |
| ------------------------ | ------------ |
| Australian Albums Chart  | 1            |
| Canadian Albums Chart    | 3            |
| French Albums Chart      | 100          |
| Irish Albums Chart       | 5            |
| Mexican Albums Chart     | 23           |
| New Zealand Albums Chart | 3            |
| UK Albums Chart          | 4            |
| US Billboard 200         | 3            |
| US Billboard Soundtracks | 1            |

| Land        | certificeringer |
| ----------- | --------------- |
| Australia   | Guld            |
| New Zealand | Guld            |

## Udgivelseshistorie
| Land           | Udgivelsesdato   | Format               |
| -------------- | ---------------- | -------------------- |
| Australien     | 8. marts 2011    | Digital download     |
| Canada         | 8. marts 2011    | CD, digital download |
| New Zealand    | 8. marts 2011    | Digital download     |
| USA            | 8. marts 2011    | CD, digital download |
| Australien     | 11. marts 2011   | CD                   |
| Storbritannien | 11. april 2011   | CD, digital download |
| Italy          | October 18, 2011 | CD, digital download |